# San Francisco (paroisse civile de Zulia)
Pour les articles homonymes, voir San Francisco (homonymie).
San Francisco est l'une des sept paroisses civiles de la municipalité de San Francisco dans l'État de Zulia au Venezuela. Sa capitale est San Francisco.